# Церковь Михаила Архангела (Торжок)
Храм Архангела Михаила  — приходской, трехнефный, крестово-купольный пятиглавый каменный храм Тверской епархии Русской православной церкви с колокольней, выполненной в псевдорусском стиле, расположен в городе Торжке Тверской области.

## История

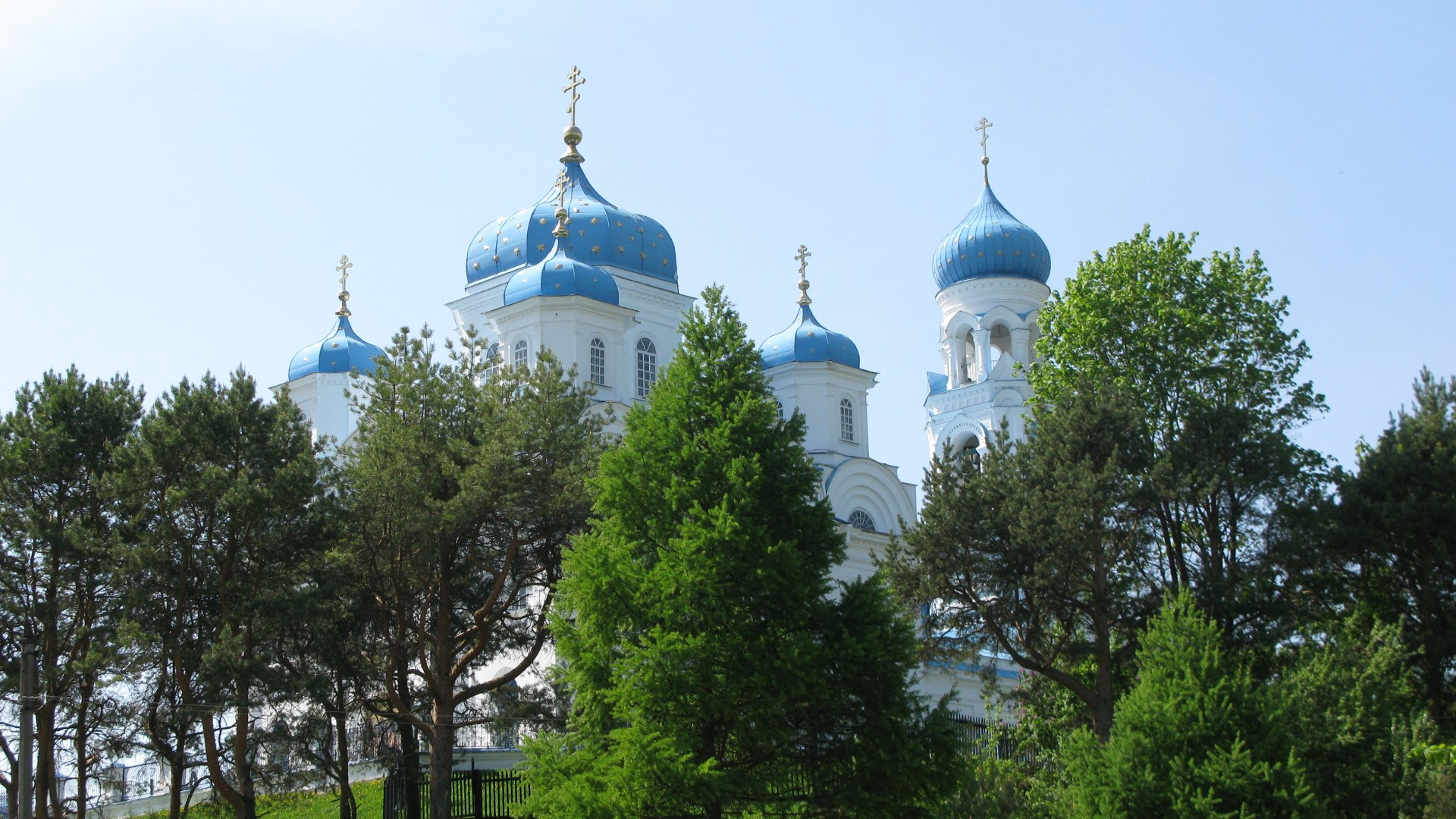
Торжок. Церковь Михаила Архангела в 2014 г.

Храм Архангела Михаила (Благовещенская церковь), располагается на Благовещенской площади. Согласно ранним упоминаниям первоначальное здание, сожженное в 1609 году, было деревянным .

В 1660 году по просьбе священника Архангельской церкви Василия Семёнова была дана выписка из писцов, в которой говорится: 
По распоряжению Владимирской четы в писцах письма к дозору Василия Толстова и подчиненного им. отряд Федотова в 7124 (1616) году писал: после Торжка в приходе приходской церкви и в этой статье есть церковная площадь, которая была церковью Благовещения Пресвятой Богородицы, да, там было церковное место, что там была церковь Архангела Михаила, а на церковной территории во дворе отца Педро Семенова, и церковные места — диаконское, проскурницыно и пять келий — церкви и дворы и кельи сожгли Литовский народ, а это напоили … за родовое владение, что твой отец Василя и впредь кто бы ни священники этой церкви, и те пустыри, и сенокосилки, и дворы, и частные места для этой разгрузки по-прежнему будут невиновный.
В описании Торжком Нарбековым (1625 г.) Благовещенской и Архангельской церквей сказано следующее: 
На посаде храм Благовещения Пресвятой Богородицы, да Архангел Михаил на одном окладе, а в нём Божия милосердия и деисусов в тябле с праздники и пророки, да местный образ Пречистыя Богородицы Благовещенья на золоте с венцем и с гривенкою, да архангел Михаил с венцем и с гривною, да Пречистая Богородица на красках Одигитрии, да сосуды оловянные, да крест, да Пречистая запрестольная, да двои ризы полотняныя оплечья бархат цветной шелк красной по белой земле, да в трапезе святых Жен Мироносиц с венцы и гривенки, да кадило медное, да Евангелие письменное, евангелисты медные, а другое Евангелие харатейное, да ризы, да два стихаря полотняные, да книг: Апостол письменный, да два Охтоя, да два Трефолоя, две Триоди, да Псалтырь, да два Пролога — один письменный, а другой харатейный, да Минея общая письменная, да часовник, а книги письменные, да колокол пуда в три.
В 1758 году был построен каменный храм с двумя престолами: в честь Благовещения Пресвятой Богородицы и Рождества Иоанна Крестителя, с теплым приделом в трапезной во имя Святого Архангела Михаила. В 1817 году престол в честь Рождества Иоанна Предтечи был разрушен, потому что «была тьма от малости окон и теснота в дверях». (Новоторжский указ. Правило № 198, 1816 г.).
В 1850 году в результате протечки деревянной крыши часовни Михаила Архангела был построен новый раскаленный каменный храм с двумя престолами: Архангела Михаила (справа) и Владимирской иконы Божией Матери (слева). Эти приделы освятила архимандрит Борисоглебская Анастасия. (Холодная) церковь Благовещения, построенная в 1758 году, была разрушена, и на её месте в 1864 году была построена новая, более крупная, с одним троном, в честь Благовещения Пресвятой Богородицы; этот храм освятил 21 марта 1864 года архимандрит Антонио де Борисоглебский.
В 1877 году был золочен весь иконостас Благовещенской церкви и обновлена роспись; в 1887 году была перестроена колокольня, так как предыдущая (малая) не соответствовала и без того величественному новому храму; В 1892 году в тёплой церкви (в боковых алтарях) были построены новые иконостасы и весь храм отделан мрамором, и теперь Благовещенская церковь — одна из лучших в Торжке по красивой внешней архитектуре и внутреннему великолепию.
С приходом советской власти Михайло-Архангельская церковь разделила участь большинства русских храмов и монастырей. В 1936 году храм закрыли и превратили в пекарню. Во время Великой Отечественной войны здесь располагался военно-продовольственный склад. С 1931 года до закрытия в церкви находились мощи преподобных чудотворцев Ефрема и Аркадия Новоторжских, которые были перенесены сюда из закрывшегося Борисоглебского храма. Сама монастырь перестал действовать ещё в 1926 году. При закрытии Михайло-Архангельского храма в 1936 году мощи святых угодников были изъяты властями. Их дальнейшая судьба до сих пор неизвестна.
Приход вновь открывшейся церкви был официально зарегистрирован накануне Благовещения Пресвятой Богородицы — 6 апреля 1946 года. Но сам храм открыли раньше, фото крестного хода в Ефремовский день 24 июня 1945 года, выезд на Михайло-Архангельская церковь, фотограф Торжок П. Ф. Добрынин.
До 1995 года Михайло-Архангельский храм оставался единственным действующим храмом в Торжке.

## Престольные праздники
- Архангела Михаила — Сентябрь 19 [по н.с.], Ноябрь 21 [по н.с.][3]

## Духовенство
- Настоятель храма — протоиерей Николай Алексеев
- протоиерей Александр Лузянин[1]